# Balancierter Polymorphismus
Unter Polymorphismus versteht man in der Genetik das Phänomen, dass in einer Population mehrere verschiedene Varianten (Allele) eines Merkmals in nennenswertem Anteil zu finden sind.  
Dies ist insofern von Bedeutung, als jedes Merkmal in seiner Umwelt einer Selektion ausgesetzt ist und es ebenso möglich wäre, dass sich lediglich eine Variante mit maximaler Fitness in der Evolution durchsetzt. Als Grenzwert wird oft ein Anteil von 95 % oder sogar 99 % gesetzt, den die am meisten verbreitete Version nicht überschreiten darf. Ein balancierter Polymorphismus tritt dann auf, wenn beide Varianten einen evolutionären Vorteil besitzen, so dass beide Varianten eine eigenständige Überlebensstrategie darstellen und keine Variante der anderen eindeutig überlegen ist.
Beispiel eines balancierten Polymorphismus ist das gehäufte Auftreten der Sichelzellenanämie in Afrika. Bei dieser Erbkrankheit sind die Erythrozyten sichelförmig entstellt, was viele gesundheitliche Nachteile mit sich bringt – allerdings können Individuen mit einer heterozygoten Konstitution für das krankheitsverursachende Gen einen Überlebensvorteil haben, da mit diesem Merkmal eine Resistenz gegen Malaria einhergeht. In Malariagebieten entsteht daher ein balancierter Polymorphismus in Bezug auf vor Malaria relativ geschützten Anämieerkrankten und den malariaanfälligen Gesunden.